# 1013
1013 (MXIII) var ett normalår som började en torsdag i den julianska kalendern.

## Händelser

### Sommaren
- Sommaren – Danskarna invaderar England under ledning av kung Sven Tveskägg. Den engelske kungen Ethelred den villrådige tvingas fly till Normandie, varefter Sven Tveskägg kan utropa sig till engelsk kung.

### December
- 25 december – Sven Tveskägg blir kung av England. Han dör dock bara lite mer än en månad senare (3 februari året därpå).

### Okänt datum
- Uppskattning: Kaifeng, huvudstad i Kina, blir världens största stad, och övertar ledningen från Córdoba i Al-Andalus.[1]
- Polackerna drar sig tillbaka från Pommern (omkring detta år).
- Judarna utvisas från Córdobakalifatet.
- Lyfing utses till ärkebiskop av Canterbury.

## Födda
- 18 februari eller 18 juli – Hermann av Reichenau, tysk benediktinmunk, forskare, historiker, astronom, musikteoretiker och matematiker.
- 22 september – Rikissa av Polen, drottning av Ungern.

## Avlidna
- Hisham II, kalif av Córdoba.

### Fotnoter
1. ↑  ”Geography at about.com”. Arkiverad från originalet den 14 juli 2007. https://web.archive.org/web/20070714185311/http://geography.about.com/library/weekly/aa011201a.htm. Läst 27 mars 2011.